# John Milnor
John Milnor (n. 20 februarie 1931, Orange⁠(d), New Jersey, SUA) este un matematician american câștigător al Premiului Abel în 2011.